# Ajataj
Ajataj je kratko prozno delo Gitice Jakopin in Dušana Kluna, namenjeno otrokom v prvi triadi osnovne šole. Knjiga je izšla leta 1984, pri založbi Mladinska knjiga v Ljubljani. Govori o velikanu Ajataju in njegovih palčkih, ki otrokom pomagajo, da lažje zaspijo.

## Obnova knjige
Ajataj je doma za tremi zelenimi riobniki v širnem gozdu, in a dolge grivaste lase in košato sivo brado do tal. Ker se rad smeji so se mu naredile gubice na obrazu. Ko pride noč, cel gozd zaživi. Živali si voščijo dobro jutro in iz gozdnih zavetij prihiti Ajatajeva vojska, mali palčki. Posedejo okoli štora in Ajataj spregovori: »Vsi tukaj? Nocoj bo veliko dela, ker je tako vroče. Otroci dolgo ne bodo mogli zaspati. Gremo?« »Gremo!« odvrnejo palčki. Palčki drug za drugim skočijo v velik pleten koš, ki je na Ajatajevih ramah. Ko pridejo do belih zidov in sijočih streh mesta, se ustavijo. Zaspalčki poskačejo iz koša. Zaspalčki se kot mravlje razlezejo po ulicah. Tiho kot miške se tihotapijo po vseh hišah, pokukajo na vsako posteljo. Tam kjer otroci še ne spijo, se zaspalčki v teh hišah pomudijo. Ustopijo v krog, primejo se za roke in zapojejo. In tudi v teh hišah kmalu vse utihne. Otorci globko zadihajo, veke postanejo težke,, oči so le še priprte, zdaj zdaj se bodo zaprle. Palčki tiho zaprejo vrata zaNato se vrnejo k Ajataju in kar popadajo v koš. In Ajataj jih odnese nazaj domov, kjer vsi skupaj zaspijo. Medtem se naredi jutro.